# James Alan Ball
Alan James Ball jr. (Farnworth, 12 maggio 1946 – Warsash, 24 aprile 2007) è stato un calciatore e allenatore di calcio inglese, di ruolo centrocampista. Campione del mondo nel 1966.
Giocatore di Blackpool, Everton e Arsenal, vinse con l'Inghilterra il campionato del mondo 1966, della cui finale venne giudicato il miglior giocatore.
Con la nazionale ha giocato 72 gare segnando 8 gol: portava solitamente il numero 7. A livello di club vinse il campionato nel 1970 con l'Everton ma giocò anche per Blackpool, Arsenal, Southampton, Eastern AA e Bristol Rovers. Ebbe anche una breve esperienza nella NASL: vestì le maglie di Vancouver Whitecaps e Philadelphia Fury.
Dopo aver lasciato il calcio fu allenatore di Portsmouth, Stoke City, Exeter City, Southampton e Manchester City. Nel 2003 è stato incluso nella prestigiosa Hall of Fame del calcio inglese per i meriti ottenuti nella lunga carriera. Rientra inoltre nella ristretta cerchia dei calciatori con almeno 1000 presenze in carriera.

## Carriera

### Giocatore

#### Club
Dopo aver lasciato la scuola, i Wolves, con i quali aveva firmato un contratto, decisero di non farlo giocare, così Ball cominciò ad allenarsi con il Bolton Wanderers; anche loro però decisero di non dargli un contratto da professionista, in quanto il manager Bill Ridding asseriva che Ball era troppo piccolo.
Esordì nel Blackpool, in quanto suo padre intercedette a suo favore con l'allenatore della squadra, un vecchio amico che gli doveva un favore. Iniziò la sua carriera il 18 agosto 1962, in una partita di campionato contro il Liverpool, vinta 2-1. All'età di 17 anni e 98 giorni, Ball diventò il più giovane esordiente in Lega con la maglia del Blackpool. Il 21 novembre 1964 segnò la sua prima tripletta da professionista, in un pareggio 3-3 con il Fulham al Craven Cottage.
Dopo la sua prestazione nel Mondiale 1966, vinto dall'Inghilterra, Ball attirò l'attenzione di molti club più prestigiosi di quello in cui giocava e alla fine fu venduto all'Everton per 112.000 sterline. Qui Ball fece parte del miglior centrocampo della sua generazione (affettuosamente chiamato "La Santa Trinità") assieme a Colin Harvy e Howard Kendall. Ball è stato determinante nella squadra che, nonostante alcune prestazioni non positive in FA Cup, ha conquistato il Football League Championship 1969-1970.
Nella stagione successiva fu il primo giocatore britannico, a partire dal Charity Shield vinto per 2-1 contro il Chelsea, a calzare delle scarpe bullonate di colore bianco.
Nel 1971 l'Arsenal ha pagato la cifra record di 220.000£ per portare Ball a giocare nelle sue file. In quegli anni Ball era nel suo miglior periodo di forma, ma nonostante ciò, la sua squadra non riuscì a vincere neppure un trofeo. Ne seguì un brutto periodo sia per lui, che qualche stagione dopo si infortunò gravemente rompendosi la gamba, sia per i Gunners che chiusero quella stessa stagione in sedicesima posizione.
Dopo 217 presenze e 52 gol segnati con l'Arsenal, Ball fu trasferito al Southampton, dove riportò la squadra in Prima Divisione e vinse un trofeo.
Dopo una parentesi nell'America del Nord, Ball tornò al Blackpool, facendo sia il giocatore che l'allenatore. Tornò quindi a Southampton, dove concluse la sua carriera.
Fu determinante anche in Nazionale e fu uno degli artefici del Mondiale 1966 conquistato dall'Inghilterra. Dopo il pensionamento, iniziò per lui una carriera da allenatore che lo portò a girare tutto il Regno Unito.

#### Nazionale
Debuttò in Nazionale mentre militava nel Blackpool, sotto la commissione tecnica di Alf Ramsey, che lo fece esordire il 9 maggio 1965 a Belgrado, in un'amichevole pareggiata 1-1. Ramsey si stava preparando per la Coppa del Mondo di un anno dopo, che era l'Inghilterra ad ospitare.
Ball era il più giovane dei 22 convocati, all'età di 21 anni. L'Inghilterra doveva esordire nel Mondiale contro la Germania Ovest. In quella partita, a cui assisteva una folla di 100.000 persone, Ball sfruttò un calcio d'angolo dalla destra e servì un assist ad Hurst che segnò il gol del definitivo 2-1.
Ball giocò anche i Mondiali 1970, in Messico, dove colpì una traversa contro il Brasile, ma il loro regno come campioni del mondo finì in una partita persa 3-2 contro la Germania Ovest.
In una partita di qualificazione per i Mondiali 1974, Ball fu il secondo giocatore inglese ad essere espulso; mancò quindi la partita di ritorno che si risolse con un pareggio che impedì all'Inghilterra di qualificarsi.
Poco dopo decise di ritirarsi dalla scena internazionale.

### Allenatore
La carriera manageriale di Ball iniziò nel maggio 1984, con il Portsmouth, che portò in prima divisione due anni dopo. Nonostante questo successo, Ball fu esonerato in seguito ad una lite con l'allora presidente del club Jim Gregory.
Il mese seguente divenne l'assistente dell'allenatore del Colchester United per poi passare allo Stoke City ricoprendo lo stesso ruolo. In seguito al licenziamento dell'allenatore di questi ultimi, Ball venne promosso, con la squadra che retrocedette in terza divisione provocando l'esonero di Ball.
Venne quindi assunto dal Southampton, ottenendo la salvezza con un decimo posto.
Dopo il successo, Ball fu nominato allenatore del Manchester City. La stagione fu un susseguirsi di sconfitte e Ball fu esonerato. Tornò a Portsmouth, ritirandosi poi all'età di 54 anni.

## Morte
Ball è morto il 24 aprile 2007 a seguito di un attacco cardiaco mentre tentava di spegnere un piccolo incendio nel cortile della sua abitazione. Aveva 61 anni. I funerali si sono tenuti nella Cattedrale di Winchester il 3 maggio. Ball è il secondo campione del mondo del 1966 a morire, dopo Bobby Moore, deceduto nel 1993. Verrà sepolto nel cimitero di Hollybrook, nel distretto di Shirley, a Southampton.

## Statistiche

### Cronologia presenze e reti in nazionale
| Cronologia completa delle presenze e delle reti in nazionale ― Inghilterra | Cronologia completa delle presenze e delle reti in nazionale ― Inghilterra | Cronologia completa delle presenze e delle reti in nazionale ― Inghilterra | Cronologia completa delle presenze e delle reti in nazionale ― Inghilterra | Cronologia completa delle presenze e delle reti in nazionale ― Inghilterra | Cronologia completa delle presenze e delle reti in nazionale ― Inghilterra | Cronologia completa delle presenze e delle reti in nazionale ― Inghilterra | Cronologia completa delle presenze e delle reti in nazionale ― Inghilterra |
| Data                                                                       | Città                                                                      | In casa                                                                    | Risultato                                                                  | Ospiti                                                                     | Competizione                                                               | Reti                                                                       | Note                                                                       |
| -------------------------------------------------------------------------- | -------------------------------------------------------------------------- | -------------------------------------------------------------------------- | -------------------------------------------------------------------------- | -------------------------------------------------------------------------- | -------------------------------------------------------------------------- | -------------------------------------------------------------------------- | -------------------------------------------------------------------------- |
| 9-5-1965                                                                   | Belgrado                                                                   | Jugoslavia                                                                 | 1 – 1                                                                      | Inghilterra                                                                | Amichevole                                                                 | -                                                                          |                                                                            |
| 12-5-1965                                                                  | Norimberga                                                                 | Germania Ovest                                                             | 0 – 1                                                                      | Inghilterra                                                                | Amichevole                                                                 | -                                                                          |                                                                            |
| 16-5-1965                                                                  | Göteborg                                                                   | Svezia                                                                     | 1 – 2                                                                      | Inghilterra                                                                | Amichevole                                                                 | 1                                                                          |                                                                            |
| 8-12-1965                                                                  | Madrid                                                                     | Spagna                                                                     | 0 – 2                                                                      | Inghilterra                                                                | Amichevole                                                                 | -                                                                          |                                                                            |
| 5-1-1966                                                                   | Liverpool                                                                  | Inghilterra                                                                | 1 – 1                                                                      | Polonia                                                                    | Amichevole                                                                 | -                                                                          |                                                                            |
| 23-2-1966                                                                  | Londra                                                                     | Inghilterra                                                                | 1 – 0                                                                      | Germania Ovest                                                             | Amichevole                                                                 | -                                                                          |                                                                            |
| 2-4-1966                                                                   | Glasgow                                                                    | Scozia                                                                     | 3 – 4                                                                      | Inghilterra                                                                | Torneo Interbritannico 1965                                                | -                                                                          |                                                                            |
| 26-6-1966                                                                  | Helsinki                                                                   | Finlandia                                                                  | 0 – 3                                                                      | Inghilterra                                                                | Amichevole                                                                 | -                                                                          |                                                                            |
| 3-7-1966                                                                   | Copenaghen                                                                 | Danimarca                                                                  | 0 – 2                                                                      | Inghilterra                                                                | Amichevole                                                                 | -                                                                          |                                                                            |
| 5-7-1966                                                                   | Chorzów                                                                    | Polonia                                                                    | 0 – 1                                                                      | Inghilterra                                                                | Amichevole                                                                 | -                                                                          |                                                                            |
| 11-7-1966                                                                  | Londra                                                                     | Inghilterra                                                                | 0 – 0                                                                      | Uruguay                                                                    | Mondiali 1966 - 1º turno                                                   | -                                                                          |                                                                            |
| 23-7-1966                                                                  | Londra                                                                     | Inghilterra                                                                | 1 – 0                                                                      | Argentina                                                                  | Mondiali 1966 - Quarti di finale                                           | -                                                                          |                                                                            |
| 26-7-1966                                                                  | Londra                                                                     | Inghilterra                                                                | 2 – 1                                                                      | Portogallo                                                                 | Mondiali 1966 - Semifinale                                                 | -                                                                          |                                                                            |
| 30-7-1966                                                                  | Londra                                                                     | Inghilterra                                                                | 4 – 2                                                                      | Germania Ovest                                                             | Mondiali 1966 - Finale                                                     | -                                                                          |                                                                            |
| 22-10-1966                                                                 | Belfast                                                                    | Irlanda del Nord                                                           | 0 – 2                                                                      | Inghilterra                                                                | Qual. Euro 1968                                                            | -                                                                          |                                                                            |
| 2-11-1966                                                                  | Londra                                                                     | Inghilterra                                                                | 0 – 0                                                                      | Cecoslovacchia                                                             | Amichevole                                                                 | -                                                                          |                                                                            |
| 16-11-1966                                                                 | Londra                                                                     | Inghilterra                                                                | 5 – 1                                                                      | Galles                                                                     | Qual. Euro 1968                                                            | -                                                                          |                                                                            |
| 15-4-1967                                                                  | Londra                                                                     | Inghilterra                                                                | 2 – 3                                                                      | Scozia                                                                     | Qual. Euro 1968                                                            | -                                                                          |                                                                            |
| 24-5-1967                                                                  | Londra                                                                     | Inghilterra                                                                | 2 – 0                                                                      | Spagna                                                                     | Amichevole                                                                 | -                                                                          |                                                                            |
| 27-5-1967                                                                  | Vienna                                                                     | Austria                                                                    | 0 – 1                                                                      | Inghilterra                                                                | Amichevole                                                                 | 1                                                                          |                                                                            |
| 21-10-1967                                                                 | Cardiff                                                                    | Galles                                                                     | 0 – 3                                                                      | Inghilterra                                                                | Torneo Interbritannico 1968                                                | 1                                                                          |                                                                            |
| 6-12-1967                                                                  | Londra                                                                     | Inghilterra                                                                | 2 – 2                                                                      | Unione Sovietica                                                           | Amichevole                                                                 | 1                                                                          |                                                                            |
| 24-2-1968                                                                  | Glasgow                                                                    | Scozia                                                                     | 1 – 1                                                                      | Inghilterra                                                                | Torneo Interbritannico 1968                                                | -                                                                          |                                                                            |
| 3-4-1968                                                                   | Londra                                                                     | Inghilterra                                                                | 1 – 0                                                                      | Spagna                                                                     | Qual. Euro 1968                                                            | -                                                                          |                                                                            |
| 8-5-1968                                                                   | Madrid                                                                     | Spagna                                                                     | 1 – 2                                                                      | Inghilterra                                                                | Qual. Euro 1968                                                            | -                                                                          |                                                                            |
| 1-6-1968                                                                   | Hannover                                                                   | Germania Est                                                               | 1 – 0                                                                      | Inghilterra                                                                | Amichevole                                                                 | -                                                                          |                                                                            |
| 5-6-1968                                                                   | Firenze                                                                    | Inghilterra                                                                | 0 – 1                                                                      | Jugoslavia                                                                 | Euro 1968 - 1º turno                                                       | -                                                                          |                                                                            |
| 6-11-1968                                                                  | Bucarest                                                                   | Romania                                                                    | 0 – 0                                                                      | Inghilterra                                                                | Amichevole                                                                 | -                                                                          |                                                                            |
| 15-1-1969                                                                  | Londra                                                                     | Inghilterra                                                                | 1 – 1                                                                      | Romania                                                                    | Amichevole                                                                 | -                                                                          |                                                                            |
| 3-5-1969                                                                   | Belfast                                                                    | Irlanda del Nord                                                           | 1 – 3                                                                      | Inghilterra                                                                | Torneo Interbritannico 1969                                                | -                                                                          |                                                                            |
| 7-5-1969                                                                   | Londra                                                                     | Inghilterra                                                                | 2 – 1                                                                      | Galles                                                                     | Torneo Interbritannico 1969                                                | -                                                                          |                                                                            |
| 10-5-1969                                                                  | Londra                                                                     | Inghilterra                                                                | 4 – 1                                                                      | Scozia                                                                     | Torneo Interbritannico 1969                                                | -                                                                          |                                                                            |
| 1-6-1969                                                                   | Città del Messico                                                          | Messico                                                                    | 0 – 0                                                                      | Inghilterra                                                                | Amichevole                                                                 | -                                                                          |                                                                            |
| 8-6-1969                                                                   | Montevideo                                                                 | Uruguay                                                                    | 1 – 2                                                                      | Inghilterra                                                                | Amichevole                                                                 | -                                                                          |                                                                            |
| 12-6-1969                                                                  | Rio de Janeiro                                                             | Brasile                                                                    | 2 – 1                                                                      | Inghilterra                                                                | Amichevole                                                                 | -                                                                          |                                                                            |
| 14-1-1970                                                                  | Londra                                                                     | Inghilterra                                                                | 0 – 0                                                                      | Paesi Bassi                                                                | Amichevole                                                                 | -                                                                          |                                                                            |
| 25-2-1970                                                                  | Anderlecht                                                                 | Belgio                                                                     | 1 – 3                                                                      | Inghilterra                                                                | Amichevole                                                                 | 2                                                                          |                                                                            |
| 18-4-1970                                                                  | Cardiff                                                                    | Galles                                                                     | 1 – 1                                                                      | Inghilterra                                                                | Torneo Interbritannico 1970                                                | -                                                                          |                                                                            |
| 25-4-1970                                                                  | Glasgow                                                                    | Scozia                                                                     | 0 – 0                                                                      | Inghilterra                                                                | Torneo Interbritannico 1970                                                | -                                                                          |                                                                            |
| 20-5-1970                                                                  | Bogotà                                                                     | Colombia                                                                   | 0 – 4                                                                      | Inghilterra                                                                | Amichevole                                                                 | 1                                                                          |                                                                            |
| 24-5-1970                                                                  | Quito                                                                      | Ecuador                                                                    | 0 – 2                                                                      | Inghilterra                                                                | Amichevole                                                                 | -                                                                          |                                                                            |
| 2-6-1970                                                                   | Guadalajara                                                                | Inghilterra                                                                | 1 – 0                                                                      | Romania                                                                    | Mondiali 1970 - 1º turno                                                   | -                                                                          |                                                                            |
| 7-6-1970                                                                   | Guadalajara                                                                | Brasile                                                                    | 1 – 0                                                                      | Inghilterra                                                                | Mondiali 1970 - 1º turno                                                   | -                                                                          |                                                                            |
| 11-6-1970                                                                  | Guadalajara                                                                | Rep. Ceca                                                                  | 0 – 1                                                                      | Inghilterra                                                                | Mondiali 1970 - 1º turno                                                   | -                                                                          | 66’                                                                        |
| 14-6-1970                                                                  | Leon                                                                       | Germania Est                                                               | 3 – 2                                                                      | Inghilterra                                                                | Mondiali 1970 - Quarti di finale                                           | -                                                                          |                                                                            |
| 25-11-1970                                                                 | Londra                                                                     | Inghilterra                                                                | 3 – 1                                                                      | Germania Est                                                               | Amichevole                                                                 | -                                                                          |                                                                            |
| 3-2-1971                                                                   | Gżira                                                                      | Malta                                                                      | 0 – 1                                                                      | Inghilterra                                                                | Qual. Euro 1972                                                            | -                                                                          |                                                                            |
| 21-4-1971                                                                  | Londra                                                                     | Inghilterra                                                                | 3 – 0                                                                      | Grecia                                                                     | Qual. Euro 1972                                                            | -                                                                          | 78’                                                                        |
| 12-5-1971                                                                  | Londra                                                                     | Inghilterra                                                                | 5 – 0                                                                      | Malta                                                                      | Qual. Euro 1972                                                            | -                                                                          | 62’                                                                        |
| 15-5-1971                                                                  | Belfast                                                                    | Irlanda del Nord                                                           | 0 – 1                                                                      | Inghilterra                                                                | Torneo Interbritannico 1971                                                | -                                                                          |                                                                            |
| 19-5-1971                                                                  | Londra                                                                     | Inghilterra                                                                | 0 – 0                                                                      | Galles                                                                     | Torneo Interbritannico 1971                                                | -                                                                          |                                                                            |
| 22-5-1971                                                                  | Londra                                                                     | Inghilterra                                                                | 3 – 1                                                                      | Scozia                                                                     | Torneo Interbritannico 1971                                                | -                                                                          |                                                                            |
| 13-10-1971                                                                 | Basilea                                                                    | Svizzera                                                                   | 2 – 3                                                                      | Inghilterra                                                                | Qual. Euro 1972                                                            | -                                                                          |                                                                            |
| 1-12-1971                                                                  | Il Pireo                                                                   | Grecia                                                                     | 0 – 2                                                                      | Inghilterra                                                                | Qual. Euro 1972                                                            | -                                                                          |                                                                            |
| 29-4-1972                                                                  | Londra                                                                     | Inghilterra                                                                | 1 – 3                                                                      | Germania Est                                                               | Qual. Euro 1972                                                            | -                                                                          |                                                                            |
| 13-5-1972                                                                  | Berlino                                                                    | Germania Est                                                               | 0 – 0                                                                      | Inghilterra                                                                | Qual. Euro 1972                                                            | -                                                                          |                                                                            |
| 27-5-1972                                                                  | Glasgow                                                                    | Scozia                                                                     | 0 – 1                                                                      | Inghilterra                                                                | Torneo Interbritannico 1972                                                | 1                                                                          |                                                                            |
| 11-10-1972                                                                 | Londra                                                                     | Inghilterra                                                                | 1 – 1                                                                      | Jugoslavia                                                                 | Amichevole                                                                 | -                                                                          |                                                                            |
| 15-11-1972                                                                 | Cardiff                                                                    | Galles                                                                     | 0 – 1                                                                      | Inghilterra                                                                | Qual. Mondiali 1974                                                        | -                                                                          |                                                                            |
| 24-1-1973                                                                  | Londra                                                                     | Inghilterra                                                                | 1 – 1                                                                      | Galles                                                                     | Qual. Mondiali 1974                                                        | -                                                                          |                                                                            |
| 14-2-1973                                                                  | Glasgow                                                                    | Scozia                                                                     | 0 – 5                                                                      | Inghilterra                                                                | Amichevole                                                                 | -                                                                          |                                                                            |
| 12-5-1973                                                                  | Liverpool                                                                  | Irlanda del Nord                                                           | 1 – 2                                                                      | Inghilterra                                                                | Torneo Interbritannico 1973                                                | -                                                                          |                                                                            |
| 15-5-1973                                                                  | Londra                                                                     | Inghilterra                                                                | 3 – 0                                                                      | Galles                                                                     | Torneo Interbritannico 1973                                                | -                                                                          |                                                                            |
| 19-5-1973                                                                  | Londra                                                                     | Inghilterra                                                                | 1 – 0                                                                      | Scozia                                                                     | Torneo Interbritannico 1973                                                | -                                                                          |                                                                            |
| 27-5-1973                                                                  | Praga                                                                      | Rep. Ceca                                                                  | 1 – 1                                                                      | Inghilterra                                                                | Amichevole                                                                 | -                                                                          |                                                                            |
| 6-6-1973                                                                   | Chorzów                                                                    | Polonia                                                                    | 2 – 0                                                                      | Inghilterra                                                                | Qual. Mondiali 1974                                                        | -                                                                          |                                                                            |
| 3-4-1974                                                                   | Lisbona                                                                    | Portogallo                                                                 | 0 – 0                                                                      | Inghilterra                                                                | Amichevole                                                                 | -                                                                          | 75’                                                                        |
| 12-3-1975                                                                  | Londra                                                                     | Inghilterra                                                                | 2 – 0                                                                      | Germania Est                                                               | Amichevole                                                                 | -                                                                          | cap.                                                                       |
| 16-4-1975                                                                  | Londra                                                                     | Inghilterra                                                                | 5 – 0                                                                      | Cipro                                                                      | Qual. Euro 1976                                                            | -                                                                          | cap.                                                                       |
| 11-5-1975                                                                  | Limassol                                                                   | Cipro                                                                      | 0 – 1                                                                      | Inghilterra                                                                | Qual. Euro 1976                                                            | -                                                                          | cap.                                                                       |
| 17-5-1975                                                                  | Belfast                                                                    | Irlanda del Nord                                                           | 0 – 0                                                                      | Inghilterra                                                                | Torneo Interbritannico 1975                                                | -                                                                          | cap.                                                                       |
| 21-5-1975                                                                  | Londra                                                                     | Inghilterra                                                                | 2 – 2                                                                      | Galles                                                                     | Torneo Interbritannico 1975                                                | -                                                                          | cap.                                                                       |
| 24-5-1975                                                                  | Londra                                                                     | Inghilterra                                                                | 5 – 1                                                                      | Scozia                                                                     | Torneo Interbritannico 1975                                                | -                                                                          | cap.                                                                       |
| Totale                                                                     |                                                                            | Presenze                                                                   | 72                                                                         |                                                                            | Reti                                                                       | 8                                                                          |                                                                            |

## Palmarès

### Giocatore

#### Club
- Campionato inglese: 1

Everton: 1969-1970
- Charity Shield: 1

Everton: 1970
- Campionato NASL: 1

Whitecaps: 1979

#### Nazionale
- Campionato mondiale: 1

1966

### Allenatore

#### Individuale
- Premier League Manager of the Month: 1

1995-1996 - Novembre